# Zespół Kolegiów Nauczycielskich w Tarnobrzegu
Zespół Kolegiów Nauczycielskich w Tarnobrzegu – publiczne kolegium nauczycielskie z siedzibą w Tarnobrzegu przy ul. Sienkiewicza 159A.

## Kierunki kształcenia
Kolegium kształci w następujących specjalnościach:
- wychowanie fizyczne z gimnastyką korekcyjną
- pedagogika wczesnoszkolna
- pedagogika opiekuńczo-wychowawcza
- język angielski
- język niemiecki

## Historia i dzień obecny
Zespół Kolegiów Nauczycielskich w Tarnobrzegu powstał z połączenia z dniem 1 stycznia 2005 r. funkcjonującego od 1991 roku Kolegium Nauczycielskiego i Nauczycielskiego Kolegium Języków Obcych, które zostało powołane z dniem 1 października 2004 r.
Opiekę naukową nad Zespołem Kolegiów sprawują Uniwersytet Rzeszowski oraz Uniwersytet Marii Curie-Skłodowskiej w Lublinie. Dzięki porozumieniu z uczelniami absolwenci kolegium obok dyplomu ukończenia Kolegium uzyskują dyplom licencjata Uniwersytetu sprawującego opiekę naukową.
Od początku istnienia Kolegium, dyplom ukończenia uzyskało około 1000 słuchaczy, z czego 98% kontynuuje studia magisterskie.